# Edward Astley, 22. Baron Hastings
Edward Delaval Henry Astley, 22. Baron Hastings (* 14. April 1912; † 25. April 2007) war ein britischer Peer und Politiker.

## Leben
Astley besuchte das Eton College und studierte nach seinem Schulabschluss an der landwirtschaftlichen Fakultät der Universität Cambridge. Er lernte Italienisch in Florenz. Danach kehrte er nach England zurück und trat als Reserveoffizier der Cold Stream Guards in die British Army ein, während er für den Gold Coast Selection Trust arbeitete. Er unternahm eine ausgedehnte Reise durch die USA, von der er nach Ausbruch des Zweiten Weltkrieges zurück nach England kehrte. Er diente nach dem Rückzug der britischen Truppen aus Dünkirchen zunächst bei den Cold Stream Guards und erreichte dort den Rang eines Majors, doch wurde er dann in die militärische Aufklärungseinheit des Intelligence Corps versetzt und kam in Nord-Afrika und Italien zum Einsatz. In Mailand und Triest leitete er als Teil der psychologischen Kriegsführung zwei teilweise englischsprachige Radiosender. In Triest war er auch für das lokale Theater verantwortlich. Der Dirigent Herbert von Karajan bekam von ihm dort eine Anstellung und kam auf Astleys Betreiben zu den Wiener Philharmonikern. Das Verhältnis von Karajan und Astley kühlte sich jedoch ab, weil Karajan Astley einer Beziehung mit seiner Frau verdächtigte.
Astley kehrte nach seiner Entlassung aus der Armee nach London zurück und arbeitete im Vorstand der London and Eastern Trade Bank. Er kaufte sich dann aber 1951 eine Farm in der damaligen britischen Kolonie Südrhodesien in der Nähe des damaligen Salisbury. Er baute auf der Farm Tabak, Erdnüsse und Mais an. In Salisbury lernte er seine spätere Frau Catherine Hinton kennen, die er 1954 heiratete. Beim Tod seines Vaters 1956, erbte er dessen Adelstitel als 22. Baron Hastings und 12. Baronet, of Hill Morton, und zog nach England zurück und übernahm dessen Sitz im House of Lords. 1960 wurde er als Lord in Wating ein Whip für die konservative Regierungsfraktion im House of Lords und danach ein Parlamentarischer Staatssekretär für den Wohnungsbauminister Keith Joseph. Nach dem Regierungswechsel 1964 trat er vor allem durch seine Ablehnung der neuen Agarlandverwaltung durch die Regierung hervor, die er als Nationalisierung empfand. Er war ebenfalls ein ausgesprochener Kritiker der Politik von Premierminister Harold Wilson gegenüber Rhodesien. Astley verkaufte seine Farm in Rhodesien erst 1982 an die Regierung von Präsident Robert Mugabe. Während er in Rhodesien lebte, war er der örtliche Vorsitzende der United Federal Party und unterstützte später die United Rhodesia Party unter Garfield Todd.
Astley war ein langjähriger Förderer des Royal Ballet und die Tatsache, dass sein zweitgeborener Sohn ein Down-Syndrom hat, ließ ihn sich verstärkt für Menschen mit Behinderungen einsetzen. Über 50 Jahre widmete er sich der Restaurierung und dem teilweisen Wiederaufbau des Landsitzes Seaton Delaval Hall nördlich von Newcastle upon Tyne in Northumberland, wo er von den späten 1980er Jahren bis zu seinem Tod lebte.
Er hatte zwei Söhne und eine Tochter mit seiner Frau sowie einen Stiefsohn und eine Stieftochter aus der ersten Ehe seiner Frau. Er verlor seinen Sitz im House of Lords durch die House of Lords Reform 1999. Den Titel erbte sein älterer Sohn Delaval Astley, 23. Baron Hastings.